# Charles James Munnerlyn
Charles James Munnerlyn (* 14. Februar 1822 in Georgetown, South Carolina; † 17. Mai 1898 in Bainbridge, Georgia) war ein konföderierter Offizier und Politiker.

## Werdegang
Charles James Munnerlyn, einziges Kind von Hannah White Shackelford (1794–1887) und Charles Lewis Munnerlyn (1787–1857), studierte Jura am Emory College in Oxford (Georgia). Nachdem er seine Zulassung als Anwalt erhalten hatte, stellte er fest, dass sich zwischenzeitlich seine Interessen geändert hatten und daher praktizierte er niemals als Anwalt. Als sein Vater dann 1857 verstarb, erbte er seine Plantage, die den Grundstein für sein Wohlstand legte.
Munnerlyn verfolgte sowohl eine politische als auch eine militärische Laufbahn. 1861 nahm er als Delegierter für Decatur County an der Sezessionsversammlung von Georgia teil und stimmte für den Austritt aus der Union. Er begünstigte die Bildung der Konföderierten Staaten von Amerika und befürwortete die Wahl von Jefferson Davis (1808–1889) zum Präsidenten der Konföderierten Staaten. Als Patriot reagierte er dann auf den ersten Ruf nach Männern, als die Südstaaten nacheinander ihren Austritt aus der Union erklärt hatten und den Krieg erklärten. Er meldete sich freiwillig als Private in der Bainbridge Independent, dem ersten Regiment von Georgia. Als dann der Bürgerkrieg begann, war er wahrscheinlich der reichste Plantagenbesitzer im Decatur County mit dem Dienstgrad eines Privates. Während des Rückzugs von Laurel Hill im nordwestlichen Virginia verirrte er sich und ein Großteil des ersten Regiments von Georgia dann eine Woche lang ohne Nahrung in den Allegheny Mountains. Sein Gesundheitszustand verschlechterte sich infolgedessen rapide und er schied aus der Konföderiertenarmee aus. Nach seiner Rückkehr nach Decatur County wurde er im November 1861 als Abgeordneter in den ersten Konföderiertenkongress gewählt, wo er zwischen 1862 und 1864 tätig war. Bei seiner Wiederwahlkandidatur erlitt er eine Niederlage, da er für das Wehrpflichtgesetz gestimmt hatte, einem unpopulären Gesetz zu jenem Zeitpunkt bei der Mehrheit. Danach verpflichtete er sich erneut als Private im fünften Kavalleriebataillon von Florida, dass unter dem Kommando von Lieutenant-Colonel George Washington Scott (1829–1903) stand. Aufgrund seines Patriotismus, welcher Präsident Davis bekannt war, und seiner Verdienste, ernannte er ihn zum Major und beorderte ihn nach Florida, um dort ein Regiment südlich der Frontlinie auszuheben. Die Hauptaufgabe des Regiments war es einen stetigen Nachschubfluss aufrechtzuerhalten, insbesondere mit Rindern für die hungernde Armee in Virginia. Dieser Pflicht kam er hingebungsvoll nach, was ihm eine Beförderung zum Lieutenant-Colonel einbrachte – einen Dienstgrad, den er bis zum Kriegsende hielt. Sein Regiment wurde in der Folgezeit mit anderen zusammengelegt zu First Battalion Florida Special Cavalry, welches er dann kommandierte. Das Bataillon wurde oft als Cattle Battalion, Cow Calvary, Commissary Battalion oder Munnerlyn's Battalion bezeichnet und umfasste beinahe 800 Soldaten. Zum Kriegsende wurde er vom Generalmajor Sam Jones (1819–1887), dem damaligen Kommandeur in Florida, gebeten, sich bedeckt zu halten und bereit zu sein allen Offizieren der vorherigen konföderierten Regierung die Flucht zu ermöglichen, welche es wünschen das Land zu verlassen. Er half dem konföderierten Kriegsminister Judah Philip Benjamin (1811–1884) bei der Flucht. Er kehrte dann als armer Mann nach Hause zurück, sein Vermögen war weg, er riskierte alles und verlor alles für sein Land. Ohne irgendwelche Klagen oder abfällige Worte nahm es dies hin, wie ein Gentleman, welcher er war. Später wurde er vom Decatur County zum Colonel ernannt – einen Dienstgrad, den er 14 Jahre lang bis zu seinem Tod innehatte. Während dieser Zeit war er maßgeblich am Bau der Atlantic and Gulf Railroad beteiligt. Zum Zeitpunkt seines Todes reichte sie von Savannah bis nach Bainbridge.

## Familie
Munnerlyn war mit Harriet Eugenia Shackelford (1825–1887) verheiratet. Das Paar bekam mindestens elf Kinder: Mary Hannah (1845–1927), Charles James (1847–1916), James Shackelford (1850–1882), Eugenius Calhoun (1854–1929), Harriet Cowdrey (1854–1913), Caroline Eugenia (1856–1857), Eugenia Shackleford (1857–1950), Ernest Octavius (1858–1858), Elma (1862–1939), John Paul (1863–1910) und Florida Davis (1865–1931).